# Cutca, Cluj

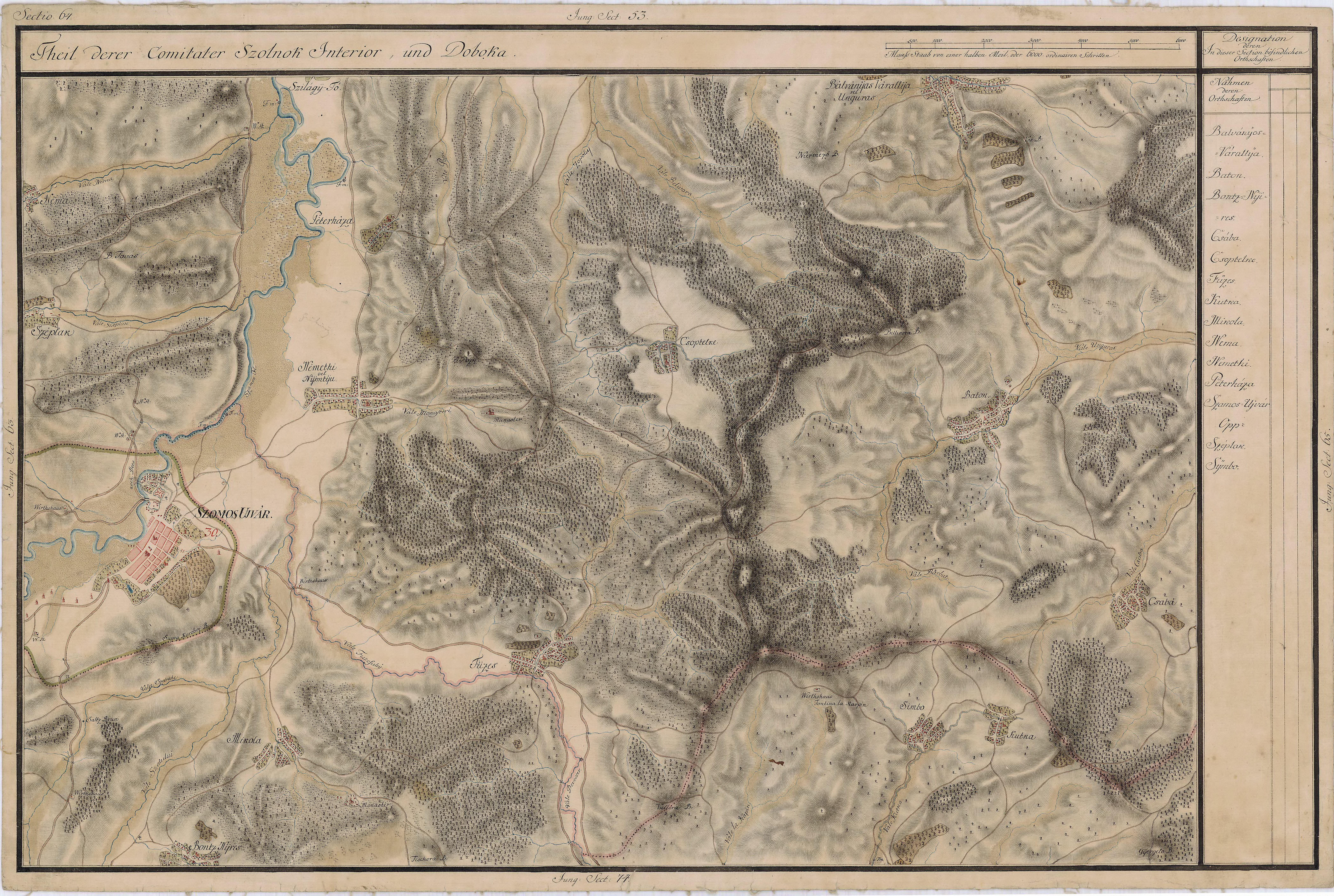
Cutca pe Harta Iosefină a Transilvaniei, 1769-1773

Cutca (în maghiară Kötke) este un sat în comuna Sânmărtin din județul Cluj, Transilvania, România.

## Lăcașuri de cult
- Biserica românească din lemn "Sf. Arhangheli Mihail și Gavril“, din anul 1720.

## Imagini

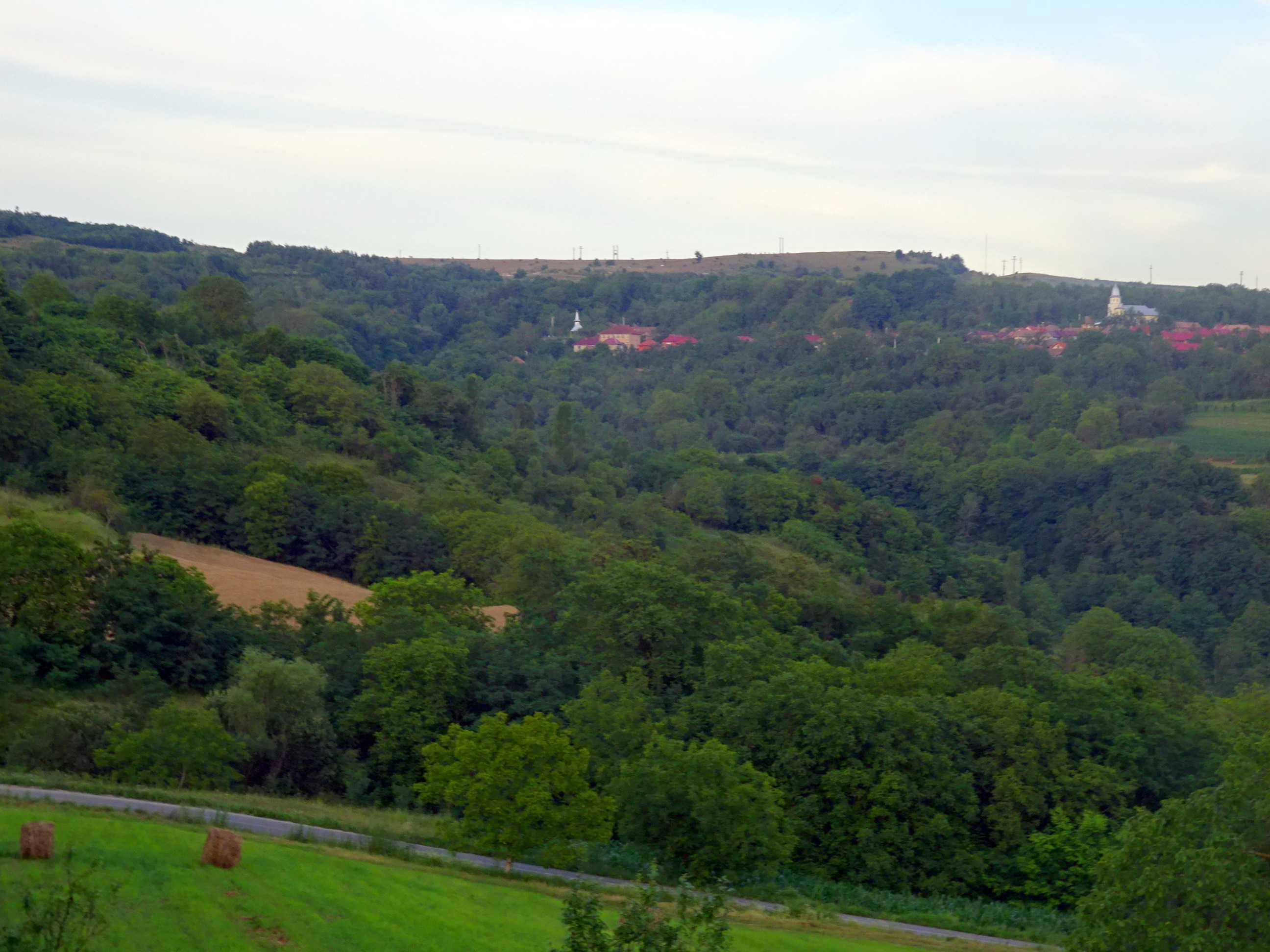
Cutca și împrejurimile
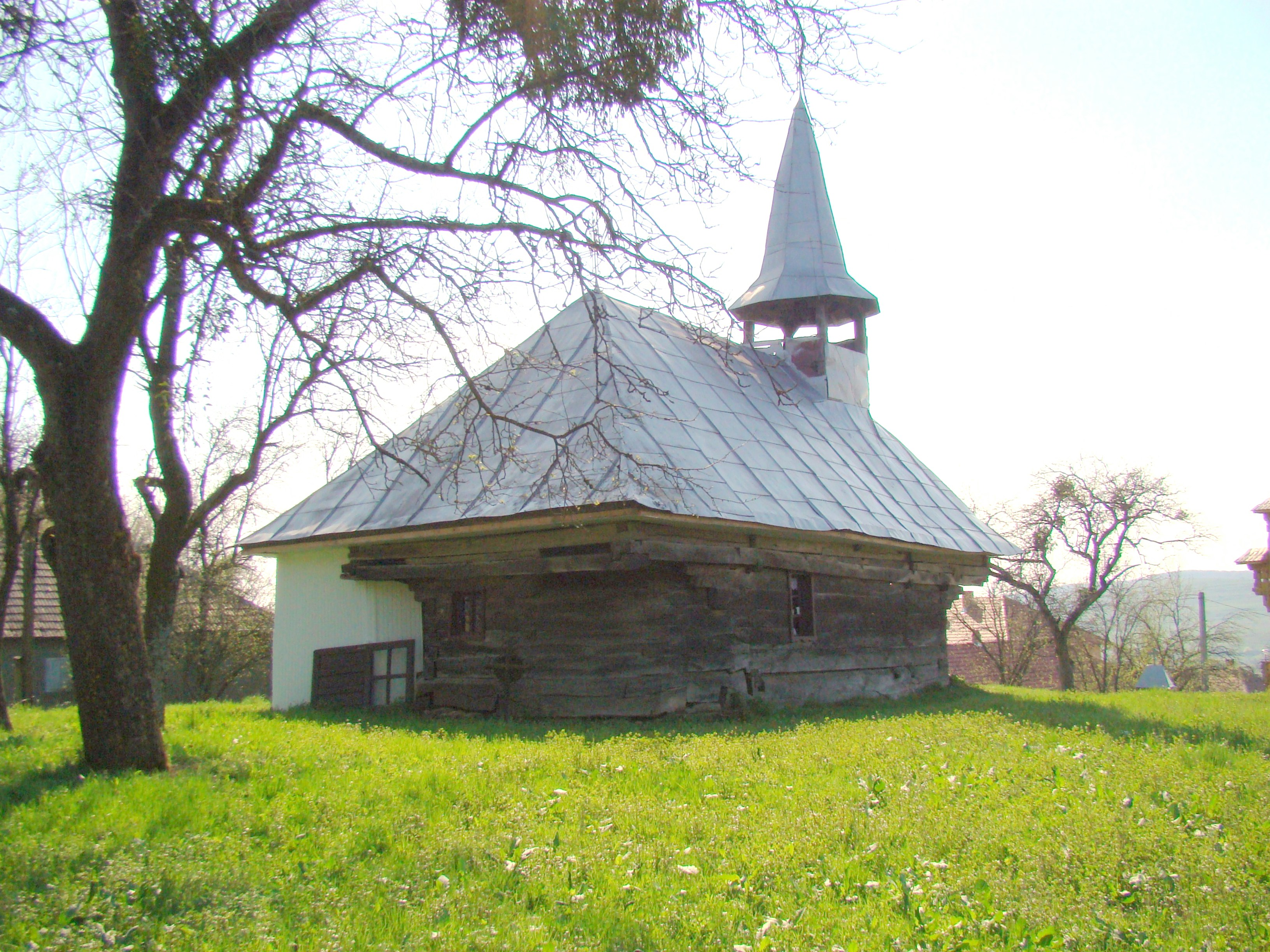
Biserica de lemn „Sfinții Arhangheli” din Cutca (monument istoric)
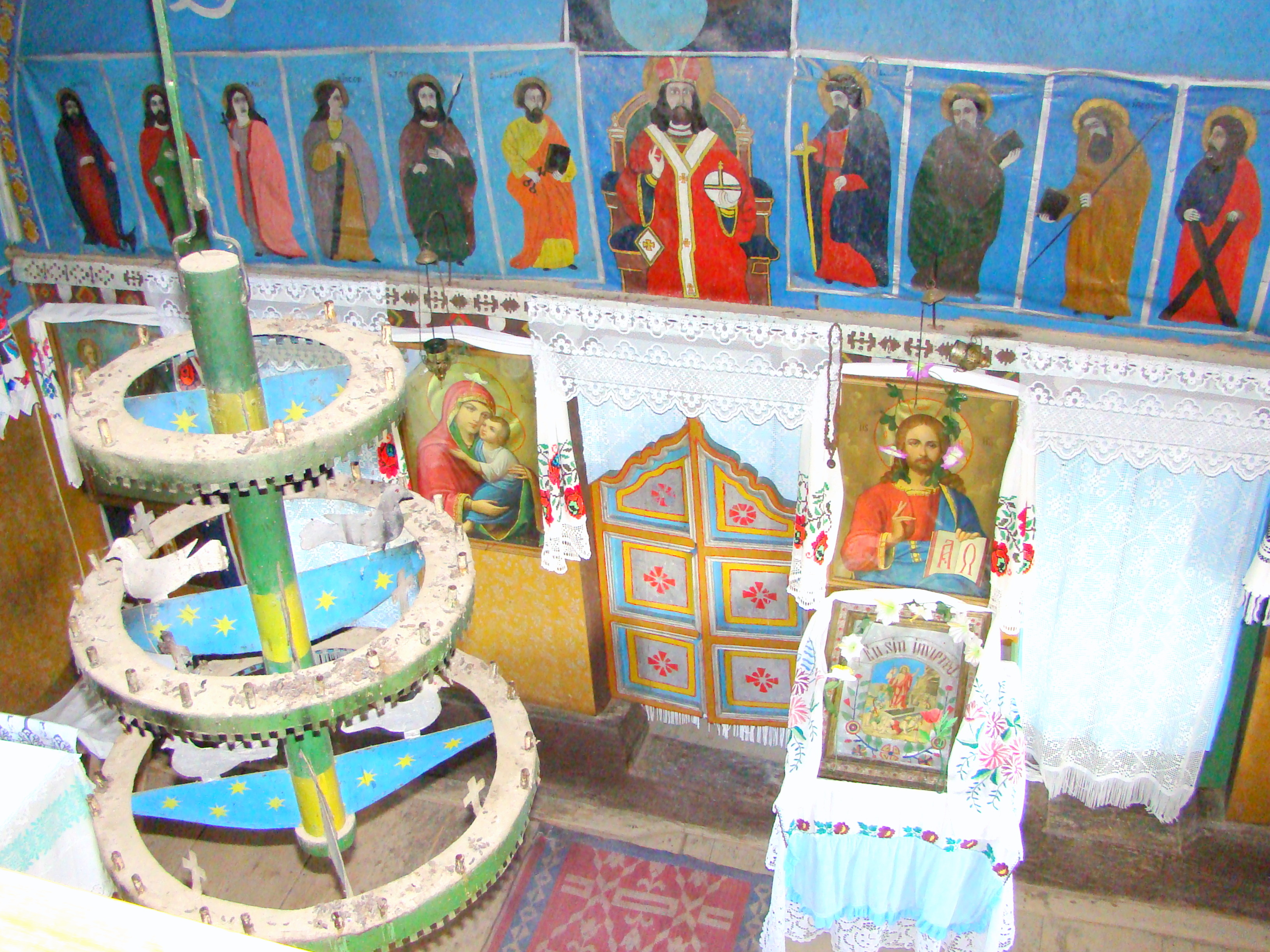
Biserica de lemn „Sfinții Arhangheli” din Cutca (monument istoric)
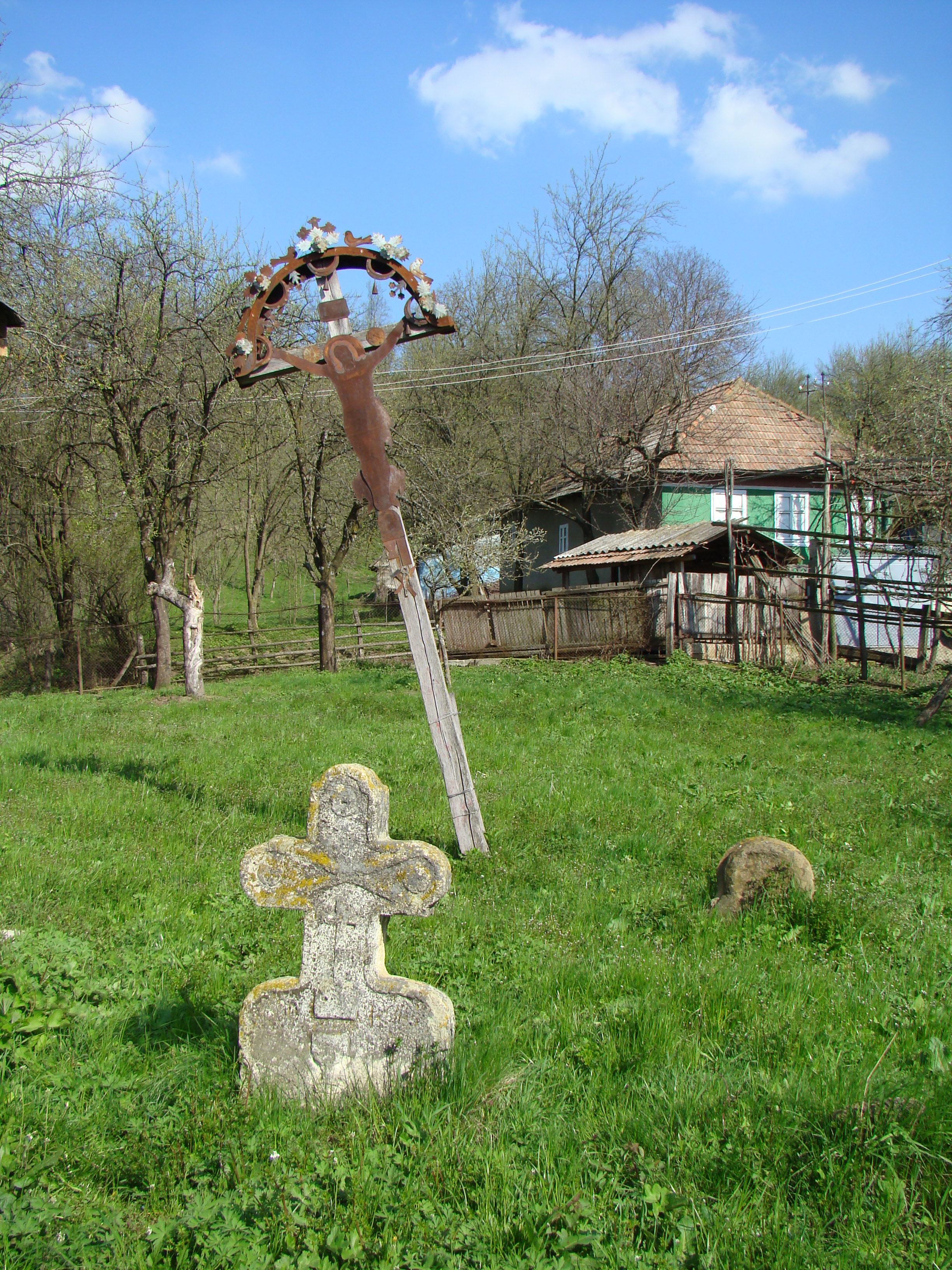
Troița